# 维尔德斯维尔站
维尔德斯维尔站（德語：  Bahnhof Wilderswil) 是瑞士伯尔尼州维尔德斯维尔村镇的火车站。该站有兩條鐵路線；其一為伯恩高地铁路，列車开往因特拉肯东站，或是格林德瓦和劳特布伦嫩方向。其二為徐尼格观景台铁路，本站為其谷地终点站，附近設有車庫，其列车开往徐尼格观景台。  
这两条线路轨距不同且不相連接。但列车停靠在同一车站内的相邻月台，方便乘客轉乘。 
伯恩高地铁路双向列车交替使用 2 号月台。雖然本站設有交會側線，但由于空间限制，側線其實是走在月台上，其軌道嵌入月台地面，也就是 1 号月台，但一般並沒有列車使用。

## 班車
2020年改點後停靠班車如下：
- 区域列車:
  - 因特拉肯和劳特布伦嫩或格林德瓦之间每半小时有一班列车；列車在因特拉肯東站和茨偉呂奇嫩站之間併結行駛。
  - 夏季每天有 15 趟列车开往徐尼格觀景台。

瑞士邮政巴士服务连接维尔德斯维尔车站和鄰近地区，包括每半小时一班途经马滕前往因特拉肯西站的巴士。 